# Mesnil-Clinchamps
Mesnil-Clinchamps település Franciaországban, Calvados megyében. Lakosainak száma 952 fő (2018. január 1.). Mesnil-Clinchamps Coulonces, Le Mesnil-Benoist, Le Mesnil-Caussois, Saint-Manvieu-Bocage, Saint-Sever-Calvados és Le Mesnil-Robert községekkel határos.

## Népesség
A település népessége az elmúlt években az alábbi módon változott:
| Lakosok száma | 773  | 719  | 734  | 789  | 833  | 979  | 969  | 976  | 970  | 952  |
|               | 1968 | 1975 | 1982 | 1990 | 1999 | 2011 | 2013 | 2015 | 2017 | 2018 |